# باغ پردیس

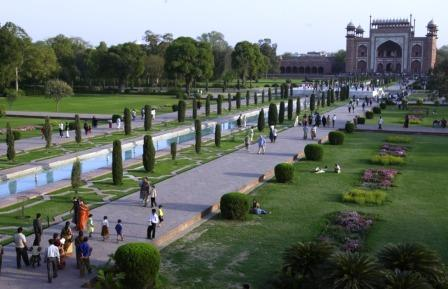
باغ تاج محل نمونه‌ای از باغ پردیس

باغ پردیس نوعی باغ مربوط به ایران باستان به خصوص دورهٔ هخامنشیان است که متقارن و بیشتر اوقات محصور است. سنتی‌ترین شکل آن باغ مستطیل شکلی است که به چهار بخش تقسیم می‌شود و به همراه یک حوض در مرکز که به چهارباغ معروف است. یکی از مهم‌ترین عناصر باغ‌های پردیس، آب با حوضچه‌ها، جوی‌ها، تپه‌ها و آبشارهاست. رایحه نیز یک عنصر اساسی است که توسط درختان دارای میوه و گل‌های خوشبو ایجاد می‌شود.
این نوع باغ در دوران فتوحات مسلمانان در سرتاسر مصر و مدیترانه گسترده شد و حتی به هند و اندلس هم رسید.

## نمونه‌ها
- پاسارگاد
- باغ دولت‌آباد در یزد
- تاج محل
- پارک الازهر در قاهره